# Mamurius mopsus
Mamurius mopsus är en insektsart som beskrevs av Carl Stål 1862. Mamurius mopsus ingår i släktet Mamurius och familjen bredkantskinnbaggar. Inga underarter finns listade i Catalogue of Life.